# Disciples of the 36 Chambers
Disciples of the 36 Chambers – koncertowy album amerykańskiego zespołu Wu-Tang Clan, wydany nakładem wytwórni BMG Records w 2004 roku. Album ukazał się w dwóch częściach (chapter 1 i 2).

## Lista utworów
1. "Bring da Ruckus"
2. "Da Mystery of Chessboxin’"
3. "Clan in da Front"
4. "C.R.E.A.M."
5. "Wu-Tang Clan Ain’t Nuthing Ta F’ Wit"
6. "Shame on a Nigga"
7. "Ghost Deini"
8. "Reunited"
9. "For Heaven’s Sake"
10. "Criminology"
11. "Incarcerated Scarfaces"
12. "Brooklyn Zoo"
13. "Bring the Pain"
14. "It’s Yourz"
15. "Liquid Swords"
16. "One Blood Under W"
17. "Ice Cream"
18. "Triumph"
19. "Hood"
20. "Run" (piosenka Cappadonna)
21. "Run" (piosenka Ghostface Killah)
22. "Tearz"
23. "Method Man"
24. "Dog Shit"
25. "Shimmy Shimmy Ya"
26. "Y'all Been Warned"
27. "Gravel Pit"